# 别部司马
別部司馬，是中國古代漢朝武官職位之一。秦漢時將軍所領的士兵分部由軍司馬統率，其他統領別部者，稱別部司馬。

## 東漢三國擔任別部司馬
- 夏侯淵《三國志·魏書·諸夏侯曹傳第九》：太祖起兵，以別部司馬、騎都尉從，遷陳留、潁川太守。
- 曹仁《三國志·魏書·諸夏侯曹傳第九》：仁亦陰結少年，得千餘人，周旋淮、泗之間，遂從太祖，為別部司馬，行厲鋒校尉。
- 張脩《三國志·魏書·二公孫陶四張傳第八》：益州牧劉焉以魯為督義司馬，與別部司馬張脩將兵擊漢中太守蘇固。
- 黃蓋《三國志·吳書·程黃韓蔣周陳董甘凌徐潘丁傳第十》：孫堅舉義兵，蓋從之。堅南破山賊，北走董卓，拜蓋別部司馬。
- 韓當《三國志·吳書·程黃韓蔣周陳董甘凌徐潘丁傳第十》：以便弓馬，有膂力，幸於孫堅，從征伐周旋，數犯危難，陷敵擒虜，為別部司馬。
- 蔣欽《三國志·吳書·程黃韓蔣周陳董甘凌徐潘丁傳第十》：孫策之襲袁術，欽隨從給事。及策東渡，拜別部司馬，授兵。
- 周泰《三國志·吳書·程黃韓蔣周陳董甘凌徐潘丁傳第十》：與蔣欽隨孫策為左右，服事恭敬，數戰有功。策入會稽，署別部司馬，授兵。
- 陳武《三國志·吳書·程黃韓蔣周陳董甘凌徐潘丁傳第十》：孫策在壽春，武往脩謁，時年十八，長七尺七寸，因從渡江，征討有功，拜別部司馬。
- 董襲《三國志·吳書·程黃韓蔣周陳董甘凌徐潘丁傳第十》：時山陰宿賊黃龍羅、周勃聚黨數千人，策自出討，襲身斬羅、勃首，還拜別部司馬，授兵數千，遷揚武都尉。
- 凌統《三國志·吳書·程黃韓蔣周陳董甘凌徐潘丁傳第十》：統年十五，左右多稱述者，權亦以操死國事，拜統別部司馬，行破賊都尉，使攝父兵。
- 徐盛《三國志·吳書·程黃韓蔣周陳董甘凌徐潘丁傳第十》：孫權統事，以為別部司馬，授兵五百人，守柴桑長，拒黃祖。
- 潘璋《三國志·吳書·程黃韓蔣周陳董甘凌徐潘丁傳第十》：權奇愛之，因使召募，得百餘人，遂以為將。討山賊有功，署別部司馬。